# Sarops natalensis
Sarops natalensis är en stekelart som beskrevs av Fischer 2005. Sarops natalensis ingår i släktet Sarops och familjen bracksteklar. Inga underarter finns listade i Catalogue of Life.